# Kiebyś ty
«Kiebyś ty…» (с пол. — «Если бы ты...») — песня польской группы Zakopower с альбома 2005 года Music Hal. Представлена в оригинальном издании первым по счёту треком. Помимо альбома выпущена также в формате сингла в двух версиях — в альбомной версии и в редакции для радио. В 2005 году песня
находилась в ротации многих польских музыкальных радиостанций, поднимаясь в том числе и на верхние строчки хит-парадов. В этом же году «Kiebyś ty…» завоевала призы на музыкальных фестивалях в Ополе и Сопоте, а также номинировалась на музыкальную награду «Фридерик». Популярность песни, ставшей визитной карточкой Zakopower, стала одной из причин успешных продаж альбома Music Hal, который получил в Польше золотую сертификацию.
Автор музыки — Матеуш Поспешальский, авторы слов — Юзеф Хыц, Себастьян Карпель-Булецка, Бартоломей Кудасик, Ванда Шадо Кудасикова и Войцех Топа, исполнитель вокальной партии — Себастьян Карпель-Булецка (текст песни написан на подгальском говоре).

## Награды и номинации
Популярность песни «Kiebyś ty…», ставшей главным хитом группы Zakopower, выразилась в двух номинациях на одну из самых престижных наград польской музыкальной индустрии «Фридерик». Всего по итогам 2005 года группа Zakopower претендовала на шесть премий «Фридерик». На две награды был номинирован альбом Music Hal, ещё на две награды была номинирована сама группа Zakopower, и ещё на две награды претендовала также песня «Kiebyś ty…» — в категории «Лучший музыкальный продюсер» за запись песни (номинанты — Матеуш Поспешальский и Пётр Рыхлец) и в категории «Лучшее видео» (видеоклип на песню был снят режиссёром Анной Малишевской).
Как основной концертный номер группы Zakopower песня «Kiebyś ty…» исполнялась на различных музыкальных фестивалях. В числе прочего музыканты Zakopower исполнили «Kiebyś ty…» на XLII Национальном фестивале польской песни в Ополе, за что получили специальную премию жюри в номинации «Премьеры». В этом же году участники Zakopower получили за исполнение «Kiebyś ty…» первый приз в конкурсе «Trendy» на музыкальном фестивале TOPtrendy в Сопоте.

## Издания
Помимо сингла и альбома Music Hal песня «Kiebyś ty…» была издана также на нескольких сборниках, в том числе на Premiery Top Trendy 2005 (2005), Promo Only (Polish Edition) 13/2005 (2005), Tanz & Folk Fest Rudolstadt (2006), Polska Rootz — Beats, Dubs, Mixes & Future Folk From Poland (2009), The Best Polish Songs …Ever! Vol. 2 (2010), Najlepsze Polskie Piosenki O Miłości (2012) и других.
В 2017 году песня «Kiebyś ty…» была сыграна на совместном концерте группы Zakopower и джазового квартета Atom String Quartet (запись была издана в том же году в альбоме Zakopower i Atom String Quartet).

## Список композиций
| №  | Название                  | Текст песни                                                                                     | Музыка               | Длительность |
| -- | ------------------------- | ----------------------------------------------------------------------------------------------- | -------------------- | ------------ |
| 1. | «Kiebyś ty… (Radio Edit)» | Юзеф Хыц / Себастьян Карпель-Булецка / Бартоломей Кудасик / Ванда Шадо Кудасикова / Войцех Топа | Матеуш Поспешальский | 3:07         |
| 2. | «Kiebyś ty… (Album Edit)» | Юзеф Хыц / Себастьян Карпель-Булецка / Бартоломей Кудасик / Ванда Шадо Кудасикова / Войцех Топа | Матеуш Поспешальский | 3:37         |

## Участники записи
В записи принимали участие:
Zakopower
- Себастьян Карпель-Булецка[пол.] — вокал, скрипка, слова;
- Бартоломей (Бартек) Кудасик — бэк-вокал, альт, слова;
- Войцех Топа — бэк-вокал, скрипка, слова;
- Юзеф Хыц — бэк-вокал, подгальские басы, слова.

а также
- Матеуш Поспешальский[пол.] — музыка, аранжировка, продюсирование, микширование, клавишные инструменты;
- Карим Мартусевич[пол.] — электроконтрабас[англ.];
- Томас Санчес — перкуссия;
- Пётр Жижелевич (Стопа)[пол.] — ударные;
- Ванда Шадо Кудасикова — слова.